# Ogcodes porteri
Ogcodes porteri este o specie de muște din genul Ogcodes, familia Acroceridae, descrisă de Evert I. Schlinger în anul 1953. Conform Catalogue of Life specia Ogcodes porteri nu are subspecii cunoscute.